# Kirbyville
Kirbyville – miasto w Stanach Zjednoczonych, w stanie Teksas, w hrabstwie Jasper.